# Michel Béguelin
Pour les articles homonymes, voir Béguelin.
Michel Béguelin, né le 1er août 1936 à Boudry (originaire de Tramelan), est une personnalité politique suisse, membre du Parti socialiste. Il est député du canton de Vaud au Conseil national de 1987 à 1997 et au Conseil des États de 1999 à 2007.

## Biographie
Michel Béguelin naît à Boudry, dans le canton de Neuchâtel, le 1er août 1936. Il est originaire de Tramelan, dans le canton de Berne. Sa mère décède quatre ans après sa naissance et il part à Leysin pour soigner sa tuberculose. Son père, Henri Béguelin, est employé des Chemins de fer fédéraux (CFF) et chef de la gare de Vallorbe de 1965 à 1977. Il est également conseiller communal de 1966 à 1973 à Vallorbe pour le parti radical-démocratique. 
Michel Béguelin effectue sa scolarité à Palézieux et à Lausanne, puis il fait un apprentissage de commis de gare. En 1956, il est nommé commis d'exploitation I à la gare de Clarens. En 1976, il suit une formation de secrétaire syndical et devient secrétaire du Syndicat du personnel des transports (SEV) deux ans plus tard. En 1980, il est nommé rédacteur en chef du journal du syndicat, le Cheminot.
En 1987, le Parti socialiste le présente pour reprendre l'un des trois postes de la direction des Postes, téléphones, télégraphes (PTT) pour succéder à son collègue de parti Guido Nobel, mais sa candidature n'est pas retenue par les PTT,. À cette époque, les partis radical, démocrate-chrétien et socialiste détiennent traditionnellement chacun l'un de ces postes.
À l'âge de 32 ans, il devient président du centre de loisirs de l'Union syndicale de Lausanne. Il est également vice-président de l'Association TGV Rhin-Rhône.
Il est marié depuis 2002, en secondes noces après le décès de sa première épouse, avec la conseillère nationale socialiste Marlyse Dormond Béguelin. Il est père de deux enfants de son premier mariage.

## Parcours politique
Membre du Parti socialiste suisse, Michel Béguelin siège au comité directeur de 1985 à 1991.
Il n'a pas de mandats électifs aux niveaux communal ou cantonal avant d'être élu au Conseil national, où il représente le canton de Vaud de 1987 à 1999,. En 1994 et 1995, il est président de la Commission des transports et des télécommunications (CTT).
Le 7 novembre 1999, il est élu au Conseil des États au second tour de scrutin avec 23 voix d'avance sur le libéral sortant Éric Rochat et rejoint ainsi la radicale Christiane Langenberger, élue au premier tour. Au vu de l'étroitesse du résultat, un recomptage des voix est effectué, mais son élection est confirmée. En 2002 et 2003, il est président de la Commission de gestion. En 2003, il est le premier socialiste vaudois à être élu pour un deuxième mandat au Conseil des États, alors que Jacques Morier-Genoud et Yvette Jaggi n'y étaient pas parvenus en 1979 et 1995. Il bénéficie à cette occasion de la division des partis bourgeois, quatre candidats de droite étant présents au second tour contre un seul de gauche. Il est conseiller aux États jusqu'en 2007.
Aux Chambres fédérales, il intervient beaucoup sur les questions liées aux chemins de fer et aux transports publics en général. Par exemple, pour le financement de la ligne M2 du métro de Lausanne, Michel Béguelin a contribué à chercher une solution lorsque le devis est passé de 450 à 647 millions en l'an 2000, en proposant au Conseil fédéral de trouver un financement fédéral avec l'idée d'une rétrocession des taxes sur les carburants pour accélérer les investissements en trafic d'agglomération. En 2002, la Confédération annonce un apport de 70 millions.
En plus de son mandat politique, Michel Béguelin est président du Terminal Combiné Chavornay (TERCO) entre 2002 et 2008, qui est destiné au transport combiné rail-route,,,. Il est inauguré et mis en service en 2005.